# Mia Mottley
Mia "Ma" Amor Mottley, född 1 oktober 1965 i Barbados, är en barbadisk politiker, advokat, Barbados premiärminister och partiledare för Barbados Labour Party (BLP). Mottley är Barbados åttonde premiärminister och den första kvinnan att ha ämbetet.
Mottley har varit ledamot av parlamentet sedan 1994. Mellan 1994 och 2008 hade hon ett antal ministerposter, varibland Barbados attorney general.
Mottley var oppositionsledare i House of Assembly of Barbados 2008–2010 och 2013–2018. I maj 2018 vann Mottleys parti BLP en överlägsen seger i parlamentsvalet med 72,83% av rösterna, vilket är den högsta andelen röster någonsin i ett parlamentsval.